# Don Lancaster
Donald E. Lancaster, detto Don (... – Mesa, 7 giugno 2023), è stato un ingegnere, informatico e scrittore statunitense.
È stato autore di numerosi libri ed articoli di elettronica ed è considerato un pioniere dell'informatica per il suo progetto TV Typewriter, un dispositivo elettronico capace di generare un segnale video digitale riproducibile su un comune televisore domestico, che ha gettato le basi per la rivoluzione informatica che ha portato alla nascita di numerosi micro e personal computer.
La tastiera dei primi Apple I è un progetto sviluppato da Don Lancaster.

## Opere
- TTL Cookbook (Macmillan (1974) - ISBN 0-672-21035-5
- RTL Cookbook (Sams, 1969) - quinta ristampa (Sams, 1973) - ISBN 0-672-20715-X
- TV Typewriter Cookbook (1976) - ISBN 0-672-21313-3
- The Incredible Secret Money Machine (1978) - ISBN 0-672-21562-4
- The Cheap Video Cookbook (Sams, 1978) - ISBN 0-672-21524-1
- Son of Cheap Video (1980) - ISBN 0-672-21723-6
- CMOS Cookbook prima ed. (Sams, 1980) - ISBN 0-672-21398-2 -- seconda ed. (Butterworth-Heinemann, 1997) - ISBN 0-7506-9943-4
- The Hexadecimal Chronicles (1981) - ISBN 0-672-21802-X
- Don Lancaster's Micro Cookbook (Sams, 1982) - ISBN 0-672-21828-3
- Assembly Cookbook for Apple II/IIE (Sams, 1984) - ISBN 0-672-22331-7
- Enhancing Your Apple II (1985) - ISBN 0-672-21846-1
- Applewriter Cookbook (1986) - ISBN 0-672-22460-7
- The Incredible Secret Money Machine II
- Enhancing Your Apple II and IIe - ISBN 0-672-21822-4
- Book-On-Demand Resource Kit
- Lancaster's Active Filter Cookbook (Butterworth-Heinemann, 1996) - ISBN 0-7506-2986-X
- The Case Against Patents : Selected Reprints from "Midnight Engineering" & "Nuts & Volts" Magazines (Synergetics Press, 1996) - ISBN 1-882193-71-7